# Апперли, Чарльз Джеймс
Чарльз Джеймс Апперли (22 июля 1778, Рексем, Уэльс, Великобритания — 19 мая 1843, Большой Лондон, Англия, Великобритания) — английский охотник и журналист, более известный под псевдоним «Нимрод», под которым он публиковал свои работы. 

## Биография
Родился 22 июля 1778 года в Пласгронью, недалеко от Рексема, Денбишир. В период с 1805 по 1820 год активно занимался охотой на лис. В 1821 году он начал писать в журнале «The Sporting Magazine» под псевдонимом «Нимрод», став автором серии колоритных статей, которые помогли удвоить тираж журнала за год или два. Владелец журнала Питтман платил ему хорошую зарплату и покрывал все расходы на поездки Апперли. Смерть Питтмана, тем не менее, привела к судебной тяжбе Апперли с собственниками журнала касательно полученного им крупного аванса, и, чтобы избежать тюремного заключения, ему пришлось переехать в свой дом во Франции неподалёку от Кале (в 1830 году), где он также зарабатывал себе на жизнь статьями о спортивной охоте и скачках. Он умер в Лондоне 19 мая 1843 года.
Являлся, помимо статей, автором ряда книг об охоте, а также участвовал в написании статей «лошадь» и «собака» для седьмого издания Британской энциклопедии.